# Apogonia pectoralis
Apogonia pectoralis är en skalbaggsart som beskrevs av Moser 1917. Apogonia pectoralis ingår i släktet Apogonia och familjen Melolonthidae. Inga underarter finns listade i Catalogue of Life.